# Irène d'Olszowska

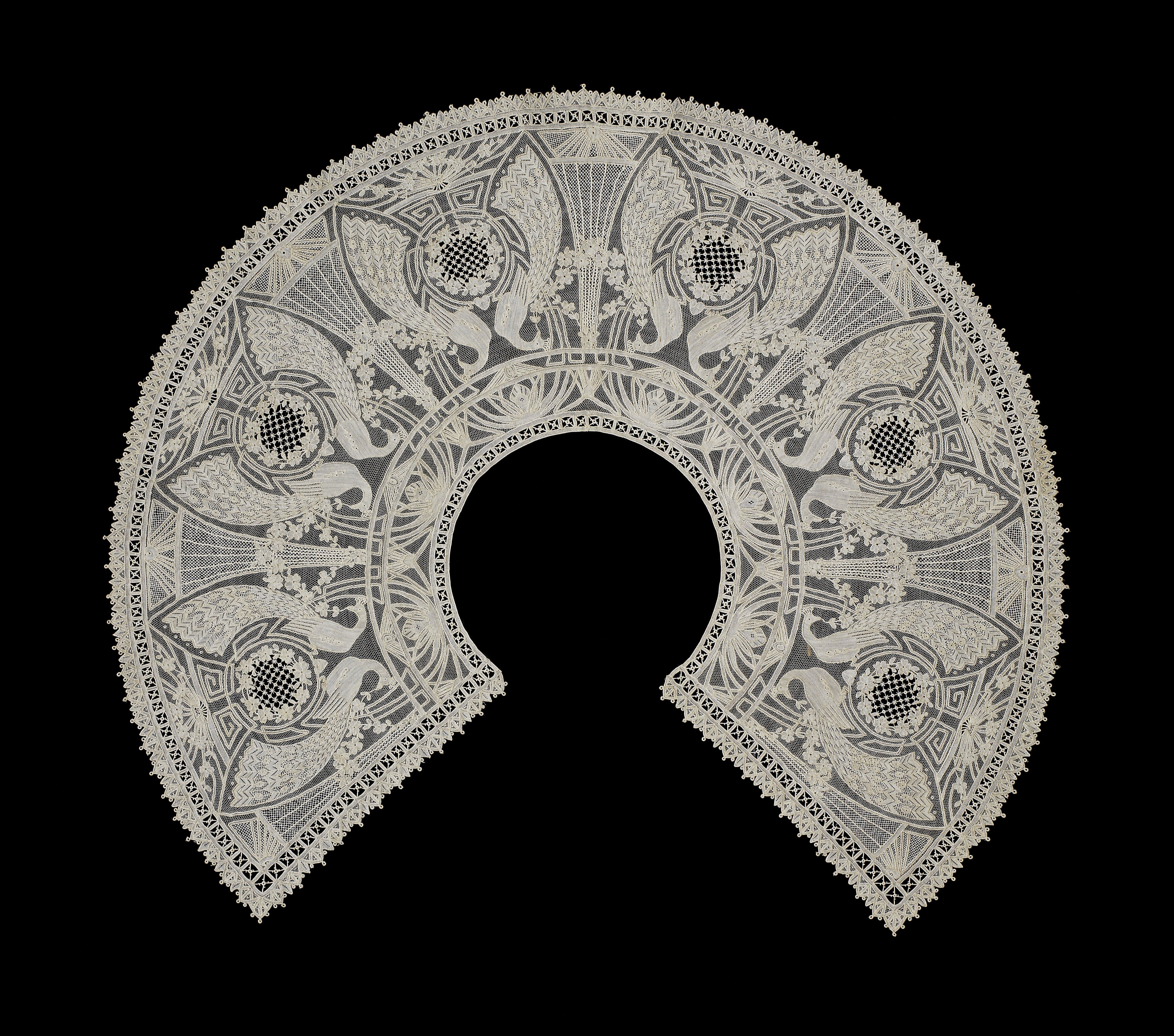
Kantontwerp van Irène d'Olszowska - Collectie Rijksmuseum Amsterdam

Irène d'Olszowska (Brussel, 28 juli 1880 - ?) is een Belgische kantontwerper die werkte eind 19de – begin 20ste eeuw. Naast schilderen hield ze zich vooral bezig met tekenkunst, zijdeschilderen, het ontwerp van batik en kantklossen.

## Biografie en werk
D'Olszowska volgde in het academiejaar 1911-1912 de lessen decoratieve schilderkunst van Adolphe Crespin aan de Brusselse Academie.
Ze was lid van de vereniging Les Arts de la Femme, die als doel had om het werk van kunstenaressen binnen de ‘vrouwennijverheid’ te promoten. In 1910 gaf zij binnen de vereniging vorming over het perfectioneren van kantontwerpen. De ledenlijst die haar naam bevat, vermeldt dat zij woonachtig was in de Dageraadstraat 43 in Elsene.
Haar werk werd tentoongesteld op de internationale tentoonstelling van de architectuur en de decoratieve kunsten van Luik in 1911 en de wereldtentoonstelling van Gent in 1913.